# 長頭小沙丁魚
長頭小沙丁魚為輻鰭魚綱鲱形目鲱科的其中一種，分布於西印度洋區，包括亞丁灣、阿曼灣、印度等海域，棲息深度20-200公尺，體長可達23公分，棲息在沿海海域的洄游性魚類，成群活動，以浮游生物為食，繁殖期在8-9月，為高經濟價值的食用魚。

## 擴展閱讀
維基物種上的相關：長頭小沙丁魚